# Manzanar
Het Manzanar War Relocation Center of kortweg Manzanar was gedurende de Tweede Wereldoorlog (1942-1945) een van de tien interneringskampen voor Japanse Amerikanen. Twee derde van de 10.046 mensen die werden geïnterneerd was geboren Amerikaans staatsburger. Manzanar lag tussen Independence en Lone Pine in het dal van de Owens River aan de oostkant van de Sierra Nevada in Californië, aan de voet van Mount Williamson.

## Voorgeschiedenis
Het dal van de Owens River werd oorspronkelijk bewoond door Paiute-indianen. Er zijn aanwijzingen van bewoning rond het jaar 500. Vanaf 1850 kwamen de eerste blanken naar het dal en ontstonden er kleine boerderijen volgens de Homestead Act. Ook werd de bodem onderzocht op de aanwezigheid van erts.
Na conflicten werden de aanwezige Paiute gedwongen te verhuizen naar een 200 km zuidelijker gelegen reservaat bij Fort Tejon. De plaats van het latere kamp werd een koeienranch, waarop uiteindelijk ook enkele teruggekeerde Paiute werk vonden. In 1910 werd de ranch opgegeven en ontstond er een kleine gemeenschap die de naam Manzanar kreeg. Manzanar is Spaans voor appelplantage. Er werd ook daadwerkelijk een begin gemaakt met de teelt van groente en fruit. In 1905 was de stad Los Angeles begonnen met het opkopen van de rechten op oppervlaktewater in de hele regio.
In 1913 werd het Los Angeles Aqueduct aangelegd, waardoor een groot gedeelte van het water van de Owens River naar Los Angeles verdween. dit was aanleiding voor de zogenaamde California Water Wars. Los Angeles kwam als winnaar uit de strijd en uiteindelijk viel de Owens River droog.
Op 19 februari 1942 ondertekende president Franklin D. Roosevelt Executive Order 9066, die het Secretary of War toeliet om militaire commandanten aan te wijzen voor het bepalen van militaire gebieden waar er geen mensen mochten wonen. Deze order liet ook toe om 'relocation centers' te bouwen, om de mensen die uit militaire gebieden gezet werden in te huisvesten. De order leidde tot de verhuizing van 120.000 Japanse Amerikanen, twee derde ervan waren autochtone Amerikaanse burgers. De anderen konden geen burger worden door de federale wet. Meer dan 110.000 ervan werden gevangengenomen in een van de tien interneringskampen, gelegen landinwaarts en ver weg van de kust.

## Het Manzanar War Relocation Center
In 1942 werd besloten de uitgestorven regio aan de oostzijde van de Sierra Nevada te gaan gebruiken voor een concentratie- en interneringskamp voor Japanse allochtonen en van oorsprong Japanse Amerikanen. Na de aanval op Pearl Harbor en het besluit van de Verenigde Staten tot deelname aan de Tweede Wereldoorlog in 1941, werden namelijk niet meer alleen de in de Verenigde Staten wonende Japanners, maar ook alle Amerikanen met Japanse voorouders aangemerkt als staatsgevaarlijk. In de eerder genoemde Executive Order 9066 stond dat grote delen van de aan de Grote Oceaan grenzende staten aangemerkt werden als uitzonderingsgebied. Alle bewoners van Alaska, Californië, het westen van Oregon en Washington en delen van Arizona, met Japanse voorouders werden door het Ministerie van Binnenlandse Zaken en de War Relocation Authority ("Oorlogs Verhuizings Autoriteit") gedwongen om naar kampen buiten dit gebied te verhuizen.
Het kamp bestond oorspronkelijk uit 36 blokken van ieder 12 barakken. In ieder blok werden circa 300 personen ondergebracht. Het terrein werd omgeven door een 8 km lang hek, waarlangs 8 wachttorens waren geplaatst. Het geheel werd bewaakt door een eenheid van de militaire politie.
Oorspronkelijk was het de bedoeling de geïnterneerden in onder andere een textielfabriek te werk te stellen. Na protesten over oneerlijke concurrentie werd besloten in de textielfabriek alleen nog camouflagenetten voor het leger te produceren. Ook werden de kampbewoners ingezet in de landbouw, vooral ten behoeve van de eigen bevoorrading van het kamp. Het voedselaanbod in het kamp was vergelijkbaar met dat van de overige bevolking. Overal werd gerantsoeneerd.

## Na de oorlog
Jeanne Wakatsuki Houston schreef in 1972 het boek Farewell to Manzanar. Het handelt over haar eigen belevenissen in het kamp Manzanar. Dit boek behoort tegenwoordig tot de verplichte stof op veel Amerikaanse scholen. In 1976 werd het onder dezelfde titel verfilmd en als televisieproductie uitgebracht. De film werd voor twee Emmy Awards genomineerd.
In 1992 werd de Manzanar National Historic Site aangewezen als officieel monument.

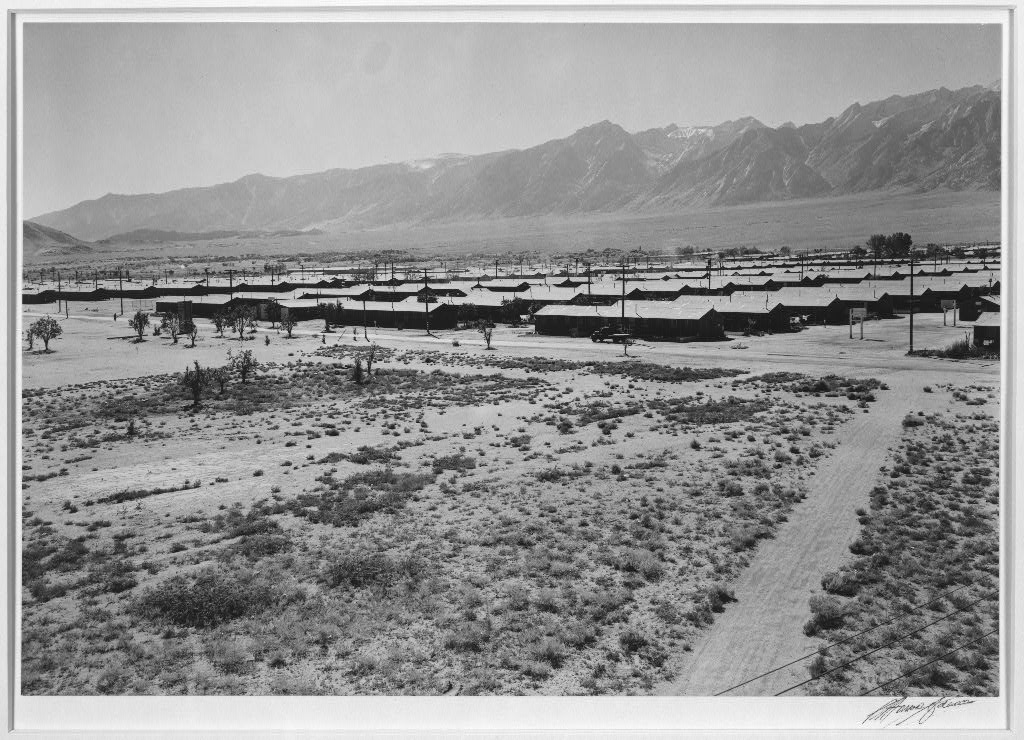
Manzanar War Relocation Center
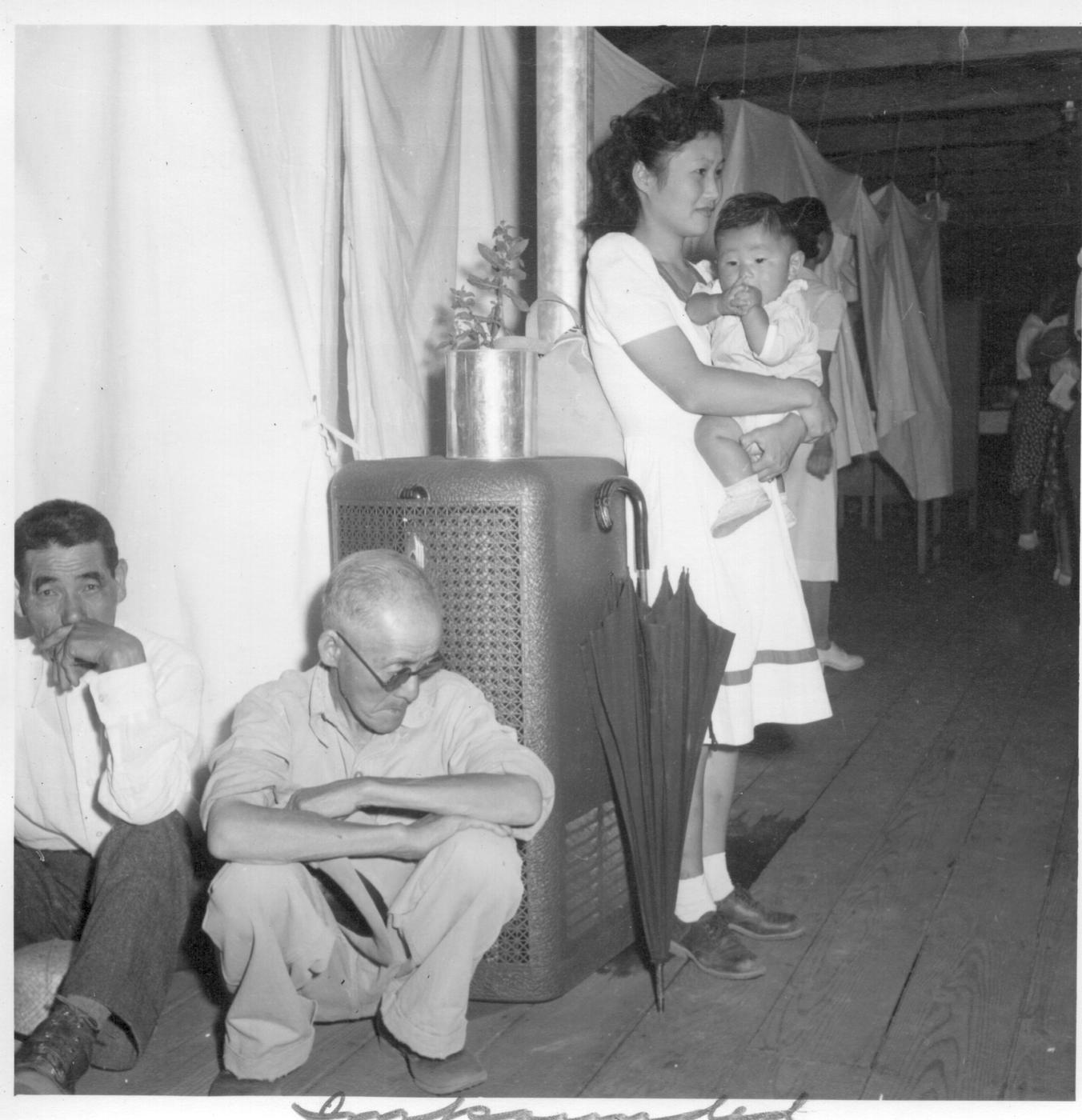
Interieur van een barak (foto: Dorothea Lange)
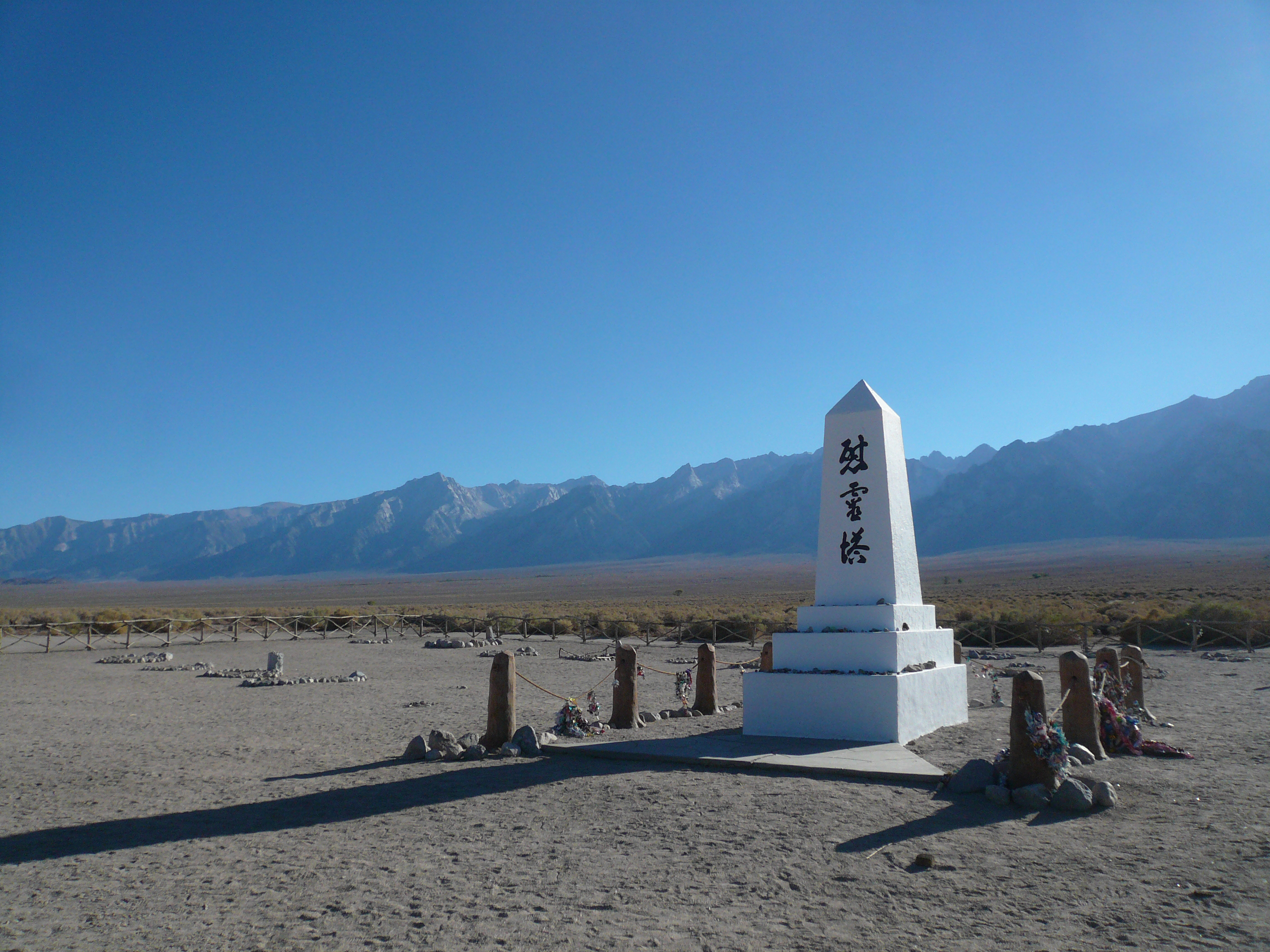
De begraafplaats van Manzanar